# Казе Рафаели (Форли-Чезена)
Казе Рафаели (итал. Case Raffaelli) је насеље у Италији у округу Форли-Чезена, региону Емилија-Ромања.
Према процени из 2011. у насељу је живело 13 становника. Насеље се налази на надморској висини од 22 м.